# Thomas el impostor
Thomas el impostor (en francés, Thomas l'imposteur) es una película dramática francesa dirigida por Georges Franju estrenada en 1965, con Emmanuelle Riva, Fabrice Rouleau, Sophie Dares, Jean Marais and Charles Aznavour en los papeles protagonistas y basada en la novela homónima de Jean Cocteau.

## Argumento
La película está ambientada durante la Primera Guerra Mundial, ya que se espera que París caiga ante los alemanes. La princesa de Bormes, viuda, ayuda a los soldados heridos evacuándolos del frente y llevándolos a su villa en París para recibir atención médica. Sin embargo, las autoridades no le darán pases a la Princesa y a los soldados para que regresen a París. La situación cambia cuando un niño inocente de 16 años, Guillaume Thomas de Fontenoy, se une a las autoridades y es confundido con el sobrino del popular general de Fontenoy. Thomas puede usar su posición de hacerse pasar por el sobrino del general para cortar la burocracia y ayudar a la princesa. Thomas la introduce y su hija, Henriette, se enamora de él. Sin embargo, Thomas se siente impulsado a ver más acción bélica. Más tarde, lo atrapan detrás de las líneas enemigas cuando lo trasladan con una unidad militar al fragor de la batalla.

## Reparto
- Emmanuelle Riva – Princesa de Bormes
- Jean Servais – Pasquel-Duport
- Fabrice Rouleau – Guillaume Thomas de Fontenoy
- Sophie Darès – Henriette
- Michel Vitold – Dr. Vernes
- Charles Aznavour
- Jean-Roger Caussimon – Obispo
- Edouard Dermithe – Capitán Roy
- Hélène Dieudonné – Tía de Thomas
- Gabrielle Dorziat – Cartomancienne
- Bernard Lavalette – Dr. Gentil
- Jean Magis – Pagot
- Jean Marais – Narrador (voz)
- André Méliès – Hombre mayor en el baile
- Jean Ozenne
- Christian Scheyder – Sacerdote joven
- Édith Scob – Monja
- Rosy Varte – Mme. Valiche

## Crítica
En una crítica del Monthly Film Bulletin, señaló que la película trataba la guerra como "fantasía" con la película de Franju como una "fantasía casi de cuento de hadas de figuras que se mueven en una tierra mística donde todo parece predeterminado" y señaló que "Emmanuele Riva ofrece una interpretación inquietantemente hermosa como la princesa, y Fabrice Rouleau se ve exactamente como Thomas; y el comentario, finamente pronunciado por Jean Marais, por una vez está de acuerdo con las imágenes y el estado de ánimo de la película." La reseña concluyó que "Franju ha capturado el espíritu de la novela de Cocteau, el punto en el que el glamour superficial de la guerra se convierte en la terrible realidad de su sufrimiento."